# Aumismus

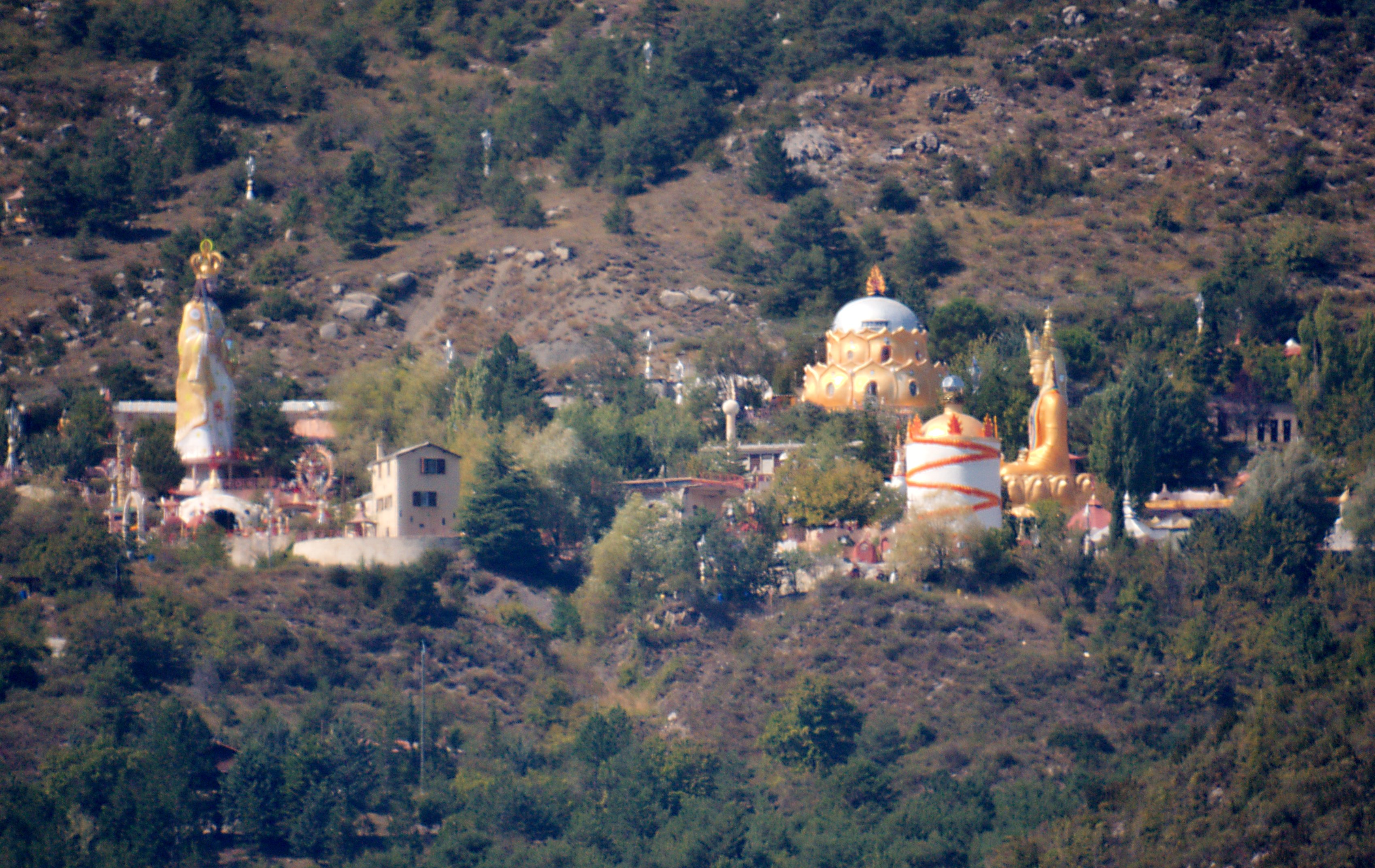
Tempel und Statuen von Mandarom

Als Aumismus (französisch: Aumisme) bezeichnet man eine religiöse Glaubensrichtung, die im Jahr 1969 von Gilbert Bourdin (1924–1998) gegründet wurde.
Diese Sekte hat ihr religiöses Zentrum in ihrer „heiligen Stadt“ Mandarom, einer Siedlung mit bis zu 1200 und durchschnittlich 400 Mitgliedern in der Nähe der Ortschaft Castellane in den Französischen Alpen.
Der Aumismus ist eine Zusammensetzung unterschiedlicher Glaubensrichtungen, vor allem aus dem Buddhismus.
Der Name „Aumismus“ ist an das lautmalerische Aum (Ommm) angelehnt, das in buddhistischen und hinduistischen Meditationen verwendet wird. Die französische Aumismus-Sekte hat keinerlei Beziehung zur japanischen Aum-Sekte (Ōmu Shinrikyō), die im Jahr 1995 durch einen Giftgasanschlag in der Tokioter U-Bahn weltweite Bekanntheit erlangte.

## Grundlagen
Die Grundlagen des Aumismus werden in fünf Wahrheiten zusammengefasst:
- Tod ist ein Wechsel des Seins, ein Tor das sich öffnet. Tod im zukünftigen Goldenen Zeitalter bedeutet "Evolution".
- Leid entsteht aus der Furcht vor Vorwärtsentwicklung und vor Rückentwicklung. Wer nicht leidet versteht nicht.
- Schmerz treibt unseren Geist an. Richtig verstanden, machen wir durch ihn einen großen Schritt zu Gott. Schlecht verstanden, führt er uns direkt in die Hölle.
- Evolution ist die Schule des Lebens mit schmerzhaften Einschränkungen und schwierigen Prüfungen. Zum Gesetz der Evolution gehört, dass sich jedes Lebewesen die Erreichung einer höheren Ebene zum Ziel setzen muss.
- Ziel des Daseins ist es, seine Göttlichkeit wiederzugeben und die vier Ewigkeiten zu überwinden; den Zustand eines Darpana-Buddha zu erreichen, eines befreiten Wesens; und die diamantene Ewigkeit zu erlangen.

## Mandarom Shambhasalem

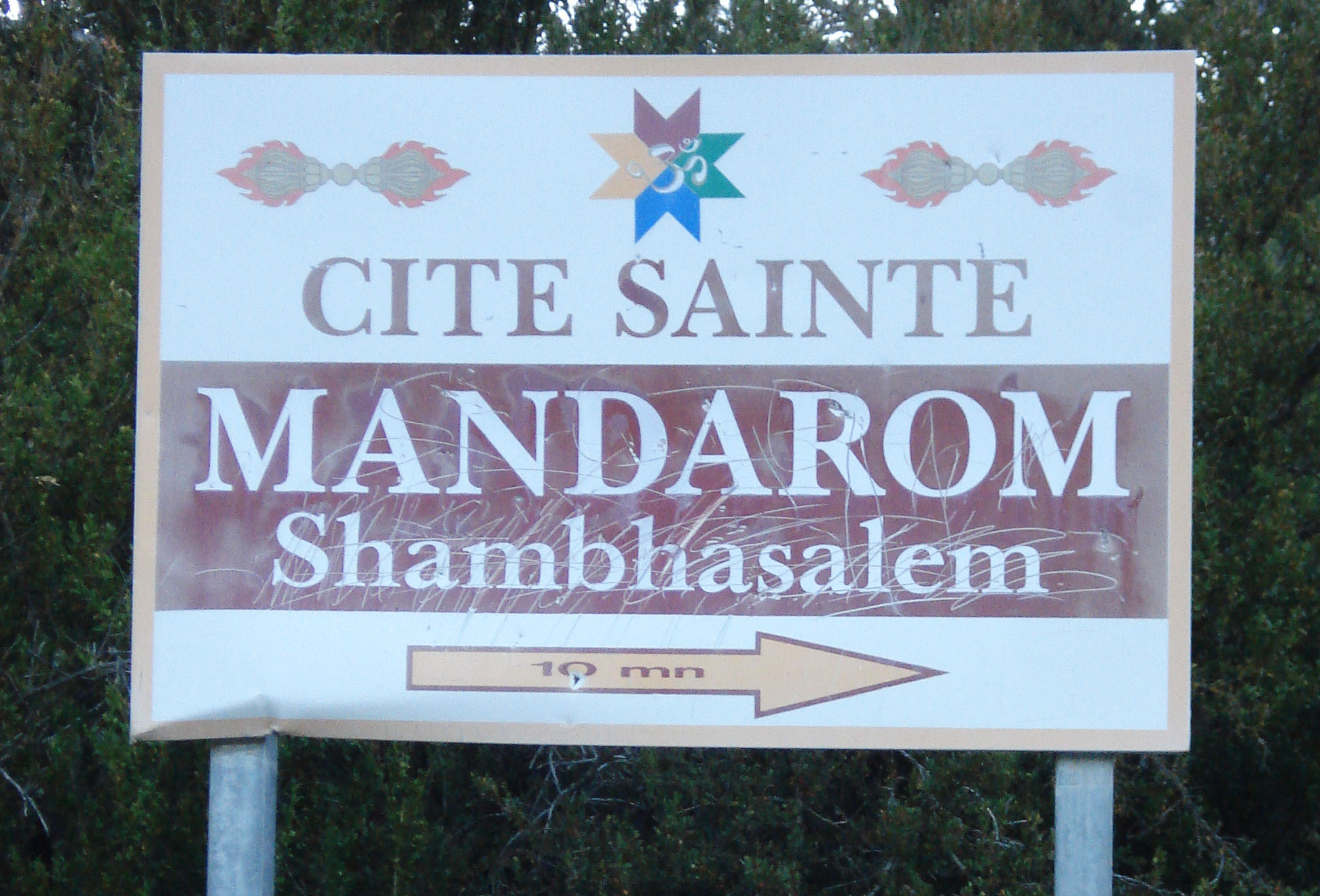
Zufahrt nach Mandarom

Der Franzose Gilbert Bordin, auch bekannt unter dem Namen Hamsah Manarah, ein ehemaliger Finanzbeamter und selbsternannter „Kosmoplanetarischer Messias der Synthese“, gründete im Jahr 1969 die heilige Stadt Mandarom Shambhasalem etwa 50 km nordwestlich von Cannes an einem Berghang oberhalb des Verdon-Tales. Innerhalb kurzer Zeit wurde in Mandarom eine Reihe von Tempeln und Statuen errichtet, darunter eine 22 m hohe Statue von Buddha Maitreya (1981), eine 21 m hohe Statue des „Kosmischen Christus“ mit Schwert und Schild (1987), und eine weitere 33 m hohe Statue von Bourdin selbst (1990).
Die Rechtmäßigkeit der Baugenehmigung für die Bourdin-Statue wurde später angezweifelt und nach einem langen Rechtsstreit im Jahr 2000 widerrufen. Als die Statue gegen heftige Proteste von Gemeindemitgliedern am 6. September 2001 eingerissen wurde verglichen diese den Abriss mit der Zerstörung der Buddha-Statuen von Bamiyan durch die afghanischen Taliban-Kämpfer im selben Jahr.